# Milan (namn)
Milan (kyrillisk stavning: Милан) är ett slaviskt mansnamn som härstammar från det slaviska ordet mil och varianten mio, vilket betyder rar (trevlig,  behaglig). Milan användes från början som ett smeknamn för namn som började med "mil-". Det används huvudsakligen i Serbien och Tjeckien, men också i Ryssland, Kroatien, Slovenien, Slovakien och Bulgarien. Under senare tiden har namnet börjat sprida sig utanför sitt ursprungliga område. Namnet var sjunde populärast bland nyfödda pojkar i Flandern (holländsktalande region i Belgien) och därmed bland tio mest populära pojknamn i hela Belgien under 2009, tionde populärast bland nyfödda pojkar födda i Nederländerna under 2009 och fjärde mest populära namn för nyfödda pojkar i Slovakien under 2004.

## Personer med namnet Milan
- Milan I av Serbien, serbisk kung (1882–1889)
- Milan Baroš, tjeckisk fotbollsspelare
- Milan Lucic, kanadensisk hockeyspelare
- Milan Kučan, Sloveniens president (1990–2002)
- Milan Kundera, tjeckisk författare
- Milan Michalek, tjeckisk hockeyspelare
- Milan Mladenović, serbisk musiker
- Milan Obrenović II, serbisk prins
- Milan Rastislav Štefánik slovakisk politiker och astronom
- Milan Stanković, serbisk sångare
- Milan Šufflay, kroatisk historiker och politiker